# 514年
| 千纪： | 1千纪                                                                                           |
| 世纪： | 5世纪 \| 6世纪 \| 7世纪                                                                         |
| 年代： | 480年代 \| 490年代 \| 500年代 \| 510年代 \| 520年代 \| 530年代 \| 540年代                       |
| 年份： | 509年 \| 510年 \| 511年 \| 512年 \| 513年 \| 514年 \| 515年 \| 516年 \| 517年 \| 518年 \| 519年 |
| 纪年： | 甲午年（马年）；北魏延昌三年；柔然建昌七年；南朝梁天监十三年；高昌义熙五年                      |

## 大事记
- 梁武帝征发徐、扬二州民和战士共20万人筑浮山堰，企图阻断淮水。